# Hilsa (geslacht)
Hilsa is een monotypisch geslacht van straalvinnige vissen uit de familie van haringen (Clupeidae). Het geslacht is voor het eerst wetenschappelijk beschreven in 1917 door Regan.

## Soort
- Hilsa kelee (Cuvier, 1829)